# Mob Mentality
Mob Mentality es un álbum de colaboración entre Dropkick Murphys y The Business. En principio salió en formato sencillo de 7" y consistía en tres canciones, dos de ellas versionando un grupo al otro y una tercera hecha conjuntamente. Un año más tarde sacaron un disco con el mismo nombre que incluía, además de las tres canciones ya grabadas, nueve más. De las doce canciones, cada banda hizo 4 versiones (dos de la otra banda participante y otras dos de otros grupos) y una versión de una canción propia. Los otros dos cortes del disco son la canción original hecha por ambos para el single de un año antes y su versión. "McBusiness" es como llamaron a la unidad creadora de esta canción.

## Información del disco
| Canción                      | Tocada por       | Creador          | Notas                                                              |
| ---------------------------- | ---------------- | ---------------- | ------------------------------------------------------------------ |
| «Mob Mentality»              | McBusiness       |                  |                                                                    |
| «In the Streets of London»   | The Business     | Dropkick Murphys | Versión de "In the Streets of Boston", Aparece en Mob Mentality 7" |
| «Informer»                   | Dropkick Murphys | The Business     | Aparece en Mob Mentality 7"                                        |
| «Going Strong»               | The Business     | Dropkick Murphys |                                                                    |
| «Keep the Faith»             | Dropkick Murphys | The Business     |                                                                    |
| «Freedom»                    | The Business     | The Business     | La versión original aparece en Saturday's Heroes                   |
| «Boys on the Docks»          | Dropkick Murphys | Dropkick Murphys | La versión original aparece en Do or Die                           |
| «Borstal Boys»               | The Business     | The Faces        |                                                                    |
| «The Kids Are Alright»       | Dropkick Murphys | The Who          |                                                                    |
| «Hang Up Your Boots»         | The Business     | Slapshot         |                                                                    |
| «Knock Me Down»              | Dropkick Murphys | The Outlets      |                                                                    |
| «Mob Mentality» [Versión 7"] | McBusiness       |                  | Aparece en Mob Mentality 7"                                        |

## Canciones
1. «Mob Mentality» (Business, Dropkick Murphys) – 2:04
2. «In the Streets of London» (Dropkick Murphys) – 1:12
3. «Informer» (Business) – 1:56
4. «Going Strong» (Dropkick Murphys) – 2:27
5. «Keep the Faith» (Business) – 2:54
6. «Freedom» (Business) – 1:45
7. «Boys on the Docks» (Dropkick Murphys) – 2:26
8. «Borstal Boys» (Ian McLagan, Rod Stewart, Ron Wood) – 2:43
9. «The Kids Are Alright» (Pete Townshend) – 2:30
10. «Hang Up Your Boots» (Slapshot) – 2:21
11. «Knock Me Down» (The Outlets) – 2:46
12. «Mob Mentality» [Versión 7"] (Business, Dropkick Murphys) – 2:21

Los autores de las canciones aparecen entre paréntesis junto a estas.
- Datos: Q9033841